# Kogebog for Soldaten i Felten
Kogebog for Soldaten i Felten er en dansk kogebog skrevet af Anne Marie Mangor. Bogen blev udgivet i anledning af den 2. Slesvigske Krig (1864).
Bogen indeholder 15 sider med i alt 12 opskrifter. Nogle opskrifter ret simple som Kogte Æg eller Boller til suppen, andre mere tidskrævende som Steg eller Ærter.
Opskrifterne skulle tilberedes under de primitive forhold, som krigen medførte. Mangor regnede med, at soldaterne havde simpelt kogegrej, dvs. gryde med låg, bradepande, kniv og ske samt rigeligt vand og brænde til rådighed og mulighed for at supplere deres ration med andre råvarer. Hun gav som generelt råd: "Naar flere Mands Udlevering koges samlet, bliver Suppen mere velsmagende, hvilken Regel gjelder for alle Opskrifterne."
Kogebogen blev uddelt gratis, i tusindvis, til den danske hær. Mangors formål har været, "[…] at lette vore tappre Soldater de Byrder og Besværligheder, som Felttoget medfører."
Else-Marie Boyhus vurderer bogen som udtryk for Mangors "fædrelandskærlighed".

## Udgivelser
Mangors forlag, Thieles Bogtrykkeri i København, udgav bogen i 1864. Siden er bogen blevet genoptrykt i 1975 og 2009.